# Hästholmen
Hästholmen is een plaats in de gemeente Ödeshög in het landschap Östergötland en de provincie Östergötlands län in Zweden. De plaats heeft 372 inwoners (2005) en een oppervlakte van 37 hectare.